# Philipp Öttl

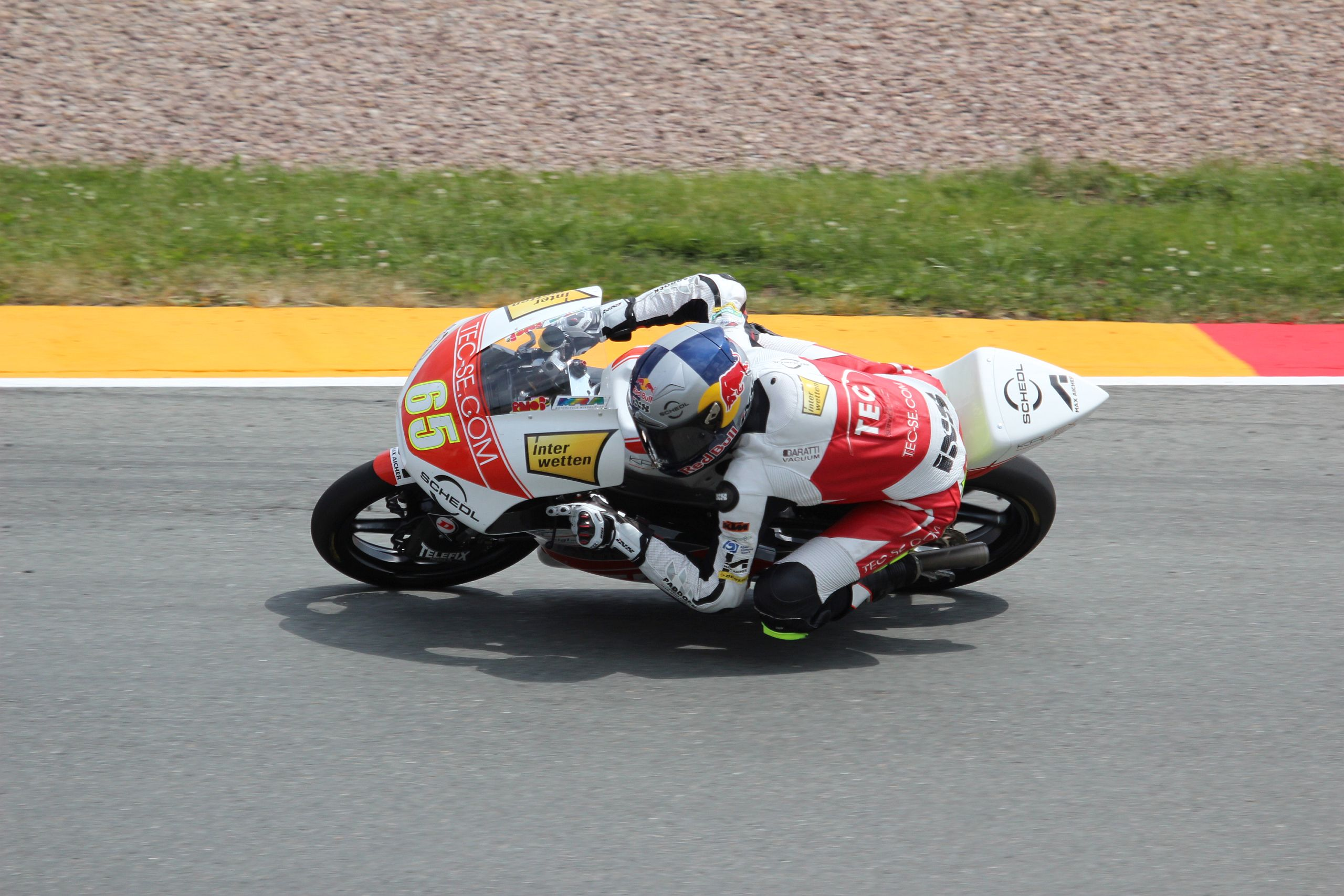
Öttl på Sachsenring 2013.

Philipp Öttl, född 3 maj 1996 i Bad Reichenhall, är en tysk roadracingförare som sedan 2012 tävlar i Moto3 i världsmästerskapen i Grand Prix Roadracing. Han är son till Peter Öttl.
Philipp Öttl gjorde VM-debut 2012 i Moto3-klassen vid Valencias Grand Prix. Roadracing-VM 2013 tävlade han i samma klass för Tec Interwetten Moto3 Racing på en Kalex KTM och blev placerad som 18:e i VM. Bästa placering var sjätteplatsen i Aragoniens Grand Prix, där han även satte tävlingens snabbaste varv. Roadracing-VM 2014 fortsatte Öttl i Moto3 för Interwettenstallet. 2015 körde han en KTM för Schedl GP Racing. Han tog sin första pallplats genom att komma trea i Indianapolis GP efter klokt däcksval i vanskligt väglag. Han kom på 15:e plats i VM 2015 och fortsatte i samma klass för samma team de följande åren. Öttls placeringar i VM blev 12:a 2016 och 10:a 2017. Öttl tog sin första Grand Prix-seger i Spaniens GP 6 maj 2018.

## Framskjutna placeringar
Uppdaderad till 2018-05-07.
| Nr | Grand Prix | År   |
| -- | ---------- | ---- |
| 1  | Spanien    | 2018 |

| Nr | Grand Prix | År   |
| -- | ---------- | ---- |
| 1  | Österrike  | 2017 |

| Nr | Grand Prix   | År   |
| -- | ------------ | ---- |
| 1  | Indianapolis | 2015 |